# Kredietunie
Een kredietunie is een coöperatie die financiële diensten verleent aan haar leden. Omdat een kredietunie een coöperatie is, is zij democratisch georganiseerd. Leden zijn mede-eigenaar en hebben een stem in het benoemen van bestuursleden.

## Nederland
Na de kredietcrisis van 2008 zijn in Nederland de eerste kredietunies opgericht. Kredietunies zijn in Nederland onderdeel van alternatieve vormen op kredietverstrekking. Na de crisis zijn banken terughoudender geworden in het verstrekken van krediet aan het midden- en kleinbedrijf. Omdat er nog geen specifieke wet- en regelgeving was omtrent kredietunies, moesten de eerste initiatieven voldoen aan de strenge eisen voor een bankvergunning die afgegeven wordt door De Nederlandsche Bank (DNB).

### Initiatief
In 2013 dienden de Tweede Kamerleden Van Hijum en Mulder van het CDA een initiatiefnota in met een pleidooi voor een aparte status voor kleine kredietunies in beperkte kring. De regering reageerde daar positief op. In mei 2014 dienden Van Hijum en Agnes Mulder vervolgens een initiatiefvoorstel voor de Wet toezicht kredietunies in. Deze werd in maart 2015 door de Tweede Kamer unaniem aangenomen en in april dat jaar als hamerstuk afgedaan in de Eerste Kamer. De wet is ingegaan per 1 januari 2016 en wijzigde de Wet op het financieel toezicht (Wft).

### Wettelijke grondslag
Een kredietunie onder de Wft is een coöperatie waarvan de leden op grond van hun beroep of bedrijf zijn toegelaten, en haar bedrijf maakt van het bij haar leden verzamelen van geld om te investeren en krediet verstrekt aan haar leden ten behoeve van diens beroeps- of bedrijfsuitoefening. Dit is dus een redelijk specifiek soort kredietunie: namelijk een waar ondernemers elkaar geld uitlenen. Kredietunies die onder deze definitie vallen en maximaal 10 miljoen euro in de kas hebben, staan niet onder toezicht van de De Nederlandsche Bank of de Autoriteit Financiële Markten (AFM) en hebben geen vergunning nodig. Tot maximaal 100 miljoen euro en maximaal 25.000 leden hebben dit soort kredietunies een vergunning van de DNB nodig. Kredietunies die groter zijn of niet binnen de definitie van kredietunie van de Wft vallen, hebben een volledige bankvergunning van de Europese Centrale Bank nodig.

### Werking
Er zijn verschillende soorten kredietunies actief in Nederland. Dit zijn vooral kredietunies die werken met een z.g. Common Bond (het internationaal geaccepteerde model, conform de  Wet Toezicht Kredietunies), waarbij de leden niet alleen rendement en risico met elkaar delen, maar ook ervaring, kennis en netwerken. Daarnaast zijn er de zgn. krediet-bemiddelende kredietcoöperaties (crowdfunding in besloten kring). De Vereniging van Samenwerkende Kredietunies en Kredietcoöperaties (VSK) is de landelijke belangenbehartiger voor alle kredietunies. De meeste kredietunies zijn gericht op een bepaalde regio of stad, bijvoorbeeld Westerkwartier, Haarlemmermeer, Eemsregio, Groningen of Den Bosch. Er is echter ook een aantal sectorale kredietunies, bijvoorbeeld die voor Bakkerij-ondernemers, De Bruine Vloot of voor Binnenvaartschippers.